# Мокрядино
 Мокрядино — деревня в Смоленской области России, в Починковском районе. Расположена в центральной части области в 15 км к западу от Починка, у автодороги Починок — Монастырщина, на правом берегу реки Сож. Население — 34 жителя (2007 год). Входит в состав Княжинского сельского поселения.

## Достопримечательности
- Памятники археологии: древнее городище Тушемля на берегу реки Тушемля в 1 км к востоку от деревни. Городище использовалось вначале днепро-двинскими племенами (1-е тысячелетие до н. э.), затем тушемлинскими племенами (1-е тысячелетие н. э.). Использовалось как убежище и языческое святилище. От названия городища и реки историками дано название племенам, заселявшим в IV — VIII веке н. э. верховье Днепра. В 2,5 км к юго-востоку от деревни находится Мокрядинское городище — использовалось населением днепро-двинских племён.